# Hedylopsis suecica
Hedylopsis suecica är en snäckart. Hedylopsis suecica ingår i släktet Hedylopsis och familjen Microhedylidae. Inga underarter finns listade i Catalogue of Life.